# گغام هاروتیونیان
گغام هاروتیونیان (ارمنی: Գեղամ Հարությունյան؛ زادهٔ ۲۳ اوت ۱۹۹۰ در ایروان) بازیکن فوتبال در پست مهاجم اهل ارمنستان است که هم‌اکنون در ترکیب نوآ در لیگ برتر فوتبال ارمنستان بازی می‌کند.

## باشگاهی
از باشگاه‌هایی که در آن بازی کرده‌است می‌توان به باشگاه فوتبال گاندزاسار کاپان، باشگاه فوتبال اولیس، باشگاه فوتبال شاختار قراغندی و نوآاشاره کرد.

### آمارهای باشگاهی
تا تاریخ match played ۱ ژوئیه ۲۰۲۰.
| باشگاه                | فصل           | لیگ           | لیگ         | لیگ | جام حذفی    | جام حذفی | قاره‌ای      | قاره‌ای | سایر        | سایر | مجموع       | مجموع |
| باشگاه                | فصل           | دسته          | حضورهاگل ها |     | حضورهاگل ها |          | حضورهاگل ها |        | حضورهاگل ها |      | حضورهاگل ها |       |
| --------------------- | ------------- | ------------- | ----------- | --- | ----------- | -------- | ----------- | ------ | ----------- | ---- | ----------- | ----- |
| باشگاه فوتبال اولیس   | ۲۰۰۸          | لیگ برتر      | ۰           | ۰   | ۱           | ۰        | —           | —      | ۰           | ۰    | ۱           | ۰     |
| باشگاه فوتبال اولیس   | ۲۰۰۹          | لیگ برتر      | ۰           | ۰   | ۰           | ۰        | —           | —      | ۰           | ۰    | ۰           | ۰     |
| باشگاه فوتبال اولیس   | ۲۰۱۰          | لیگ برتر      | ۰           | ۰   | ۰           | ۰        | ۰           | ۰      | ۰           | ۰    | ۰           | ۰     |
| باشگاه فوتبال اولیس   | ۲۰۱۱          | لیگ برتر      | ۰           | ۰   | ۱           | ۰        | ۰           | ۰      | ۰           | ۰    | ۱           | ۰     |
| باشگاه فوتبال اولیس   | ۱۳–۲۰۱۲       | لیگ برتر      | ۱۳          | ۰   | ۲           | ۰        | ۰           | ۰      | 1           | ۰    | ۱۶          | ۰     |
| باشگاه فوتبال اولیس   | ۱۴–۲۰۱۳       | لیگ برتر      | 24          | 2   | 2           | 1        | —           | —      | ۰           | ۰    | ۲۶          | ۳     |
| باشگاه فوتبال اولیس   | Total         | Total         | ۳۷          | ۲   | ۶           | ۱        | ۰           | ۰      | ۱           | ۰    | ۴۴          | ۳     |
| گاندزاسار کاپان       | ۲۰۱۴–۱۵       | لیگ برتر      | ۲۷          | ۷   | ۱           | ۰        | —           | —      | ۰           | ۰    | ۲۸          | ۷     |
| گاندزاسار کاپان       | ۲۰۱۵–۱۶       | لیگ برتر      | ۲۴          | ۵   | ۴           | ۰        | —           | —      | ۰           | ۰    | ۲۸          | ۵     |
| گاندزاسار کاپان       | ۲۰۱۶–۱۷       | لیگ برتر      | ۲۹          | ۱۲  | ۲           | ۰        | —           | —      | ۰           | ۰    | ۳۱          | ۱۲    |
| گاندزاسار کاپان       | ۲۰۱۷–۱۸       | لیگ برتر      | ۲۶          | ۱۲  | ۲           | ۰        | ۱           | ۰      | ۰           | ۰    | ۲۹          | ۱۲    |
| گاندزاسار کاپان       | ۲۰۱۸–۱۹       | لیگ برتر      | ۱۵          | ۸   | ۰           | ۰        | ۲           | ۱      | ۰           | ۰    | ۱۷          | ۹     |
| گاندزاسار کاپان       | ۲۰۱۹–۲۰       | لیگ برتر      | ۱۲          | ۶   | ۴           | ۲        | -           | -      | -           | -    | ۱۶          | ۸     |
| گاندزاسار کاپان       | Total         | Total         | ۱۳۳         | ۵۰  | ۱۳          | ۲        | ۳           | ۱      | ۰           | ۰    | ۱۴۹         | ۵۳    |
| شاختار قراغندی (قرضی) | ۲۰۱۸          | لیگ برتر      | ۷           | ۱   | ۰           | ۰        | —           | —      | —           | —    | ۷           | ۱     |
| مجموع باشگاهی         | مجموع باشگاهی | مجموع باشگاهی | ۱۷۷         | ۵۳  | ۱۹          | ۳        | ۳           | ۱      | ۱           | ۰    | ۲۰۰         | ۵۷    |

1. ↑  Appearance(s) در سوپر جام
2. 1 2  Appearance(s) در لیگ اروپا

## افتخارات
گاندازاسار کاپان
- جام استقلال ارمنستان: ۲۰۱۷–۱۸